# رينيه أورتيز
رينيه أورتيز (بالإنجليزية: Rene Ortiz)‏ (23 أبريل 1969 في الولايات المتحدة - ) هو مدرب كرة قدم ولاعب كرة الصالات ‏ ولاعب كرة قدم أمريكي في مركز الوسط. شارك مع منتخب الولايات المتحدة الوطني لكرة قدم الصالات. أما مع النوادي، فقد لعب مع نادي دالاس ونادي غوادالاخارا (نادي كرة قدم) وNomads Soccer Club ‏ وميلواكي وايف وArizona Thunder ‏ وCincinnati Silverbacks ‏ ومنتخب الولايات المتحدة الوطني لكرة القدم الشاطئية.

## وصلات خارجية
- رينيه أورتيز على موقع الدوري الأمريكي (الإنجليزية)
- رينيه أورتيز على موقع قاعدة بيانات كرة القدم.إي يو (الإنجليزية)